# Császár (rang)
A császár a legmagasabb világi uralkodói cím, magyar elnevezése Julius Caesar nevéből ered.
Egyes nyelvekben nem Caesar neve, hanem a római császárok imperatori címe a névadó, mint például magában a középkori latinban, de ide tartoznak az újlatin nyelvek is, mint például a francia empereur vagy az ebből származó angol emperor, továbbá az orosz uralkodók által Nagy Pétertől használt imperator cím is.
A kialakult koncepció szerint a császár felett már nem áll más földi lény, így tulajdonképpen csak egy császár létezhetne a világon. Kevésbé szigorúan a császár olyan uralkodó, akiknek királyok a hűbéresei – azaz ő a királyok királya vagy nagykirály – és felette csak Isten áll. Ez utóbbi koncepció alapján az európai-mediterrán kultúrkörön kívül is azonosítani tudjuk a megfelelő császári címet.
Ma Japán uralkodója az egyetlen, akinek címét (tennó, „az ég ura”) császárként fordítják idegen nyelvekre.

## A mediterrán kultúrkörben

### Rómában

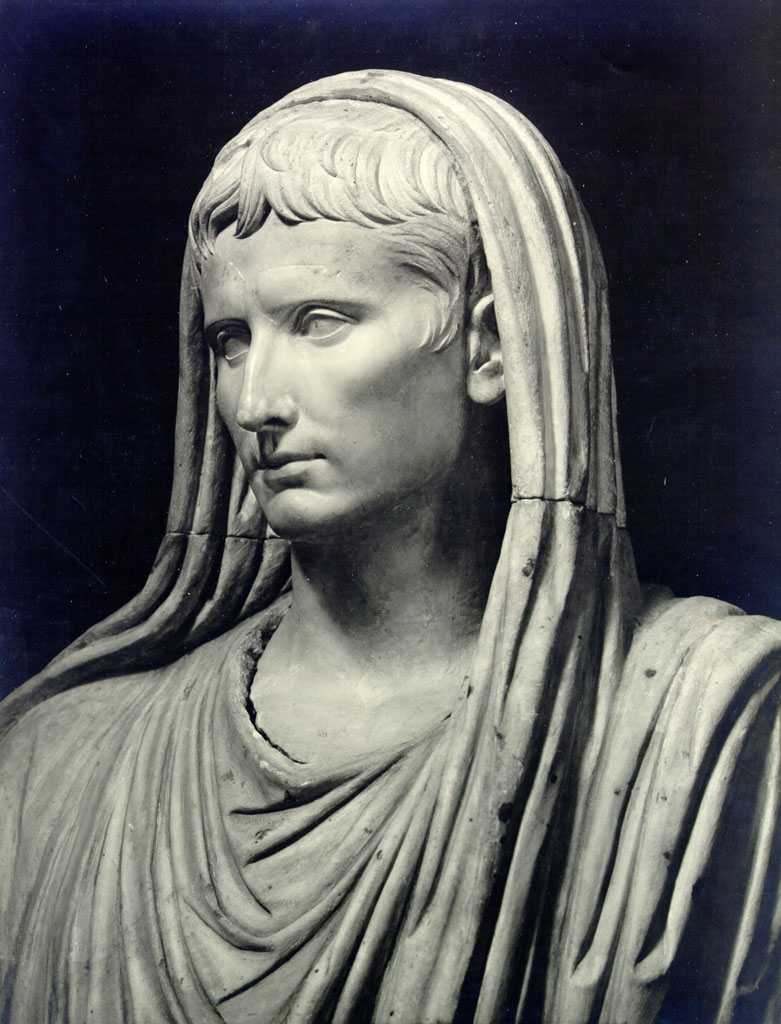
Augustus, mint pontifex maximus (i. e. 20)

A cím és a tartalom a Római Köztársaság bukása után a principátus idején fokozatosan alakult ki, ahol szükség volt egy monarchikus rendszerre, de sem a Római Királyság idején lejáratott királyi, azaz rex cím, sem a Sulla és Caesar miatt rossz emlékű örökös dictatori cím nem hangzott jól.
Augustus ezért princepsnek neveztette magát, isten fiának, miután fogadott apját, Julius Caesart halála után az istenek közé emelték, és a köztársaság több tisztségét és címét személyében egyesítette. Olyanokat, mint: néptribunus (sérthetetlenség és vétójog), pontifex maximus (szakrális szerep), consul (végrehajtó hatalom), censor (a szenátus összeállítása), imperator (hadseregparancsnok). Nevét pedig, ami eredetileg Caius Octavianus, majd a Caesar általi örökbefogadás után Caius Iulius Caesar (Octavianus) lett, Imperator Caesar Augustus-ra változtatta. A későbbi princepsek mind felvették Caesar nevét is, ezért az az uralkodó szinonimája lett, ugyanakkor Augustus neve még nagyobb reputációt takart. A trónörökös csak a Caesar nevet, a princeps az Augustus nevet is viselte.
A dominatus idejére alakult ki tartalmilag is a császár emberek fölötti fogalma. A princeps csak első volt az emberek között, a dominus viszont eredeti jelentésében nem egyszerűen urat, hanem a rabszolgák urát jelentette, ezért ennek felvétele, mint megszólítás - igen sértő volt a szenátorok szemében - az emberek fölé emelte. Diocletianus tetrarchiája idején a négy részre - kétszer két részre - osztott birodalom és a saját birodalomfele élén a senior Augustus állt, a másik birodalomfél élén a iunior Augustus. Mindkét birodalomfél egy-egy kisebb része az alárendelt Caesar hatáskörébe tartozott.

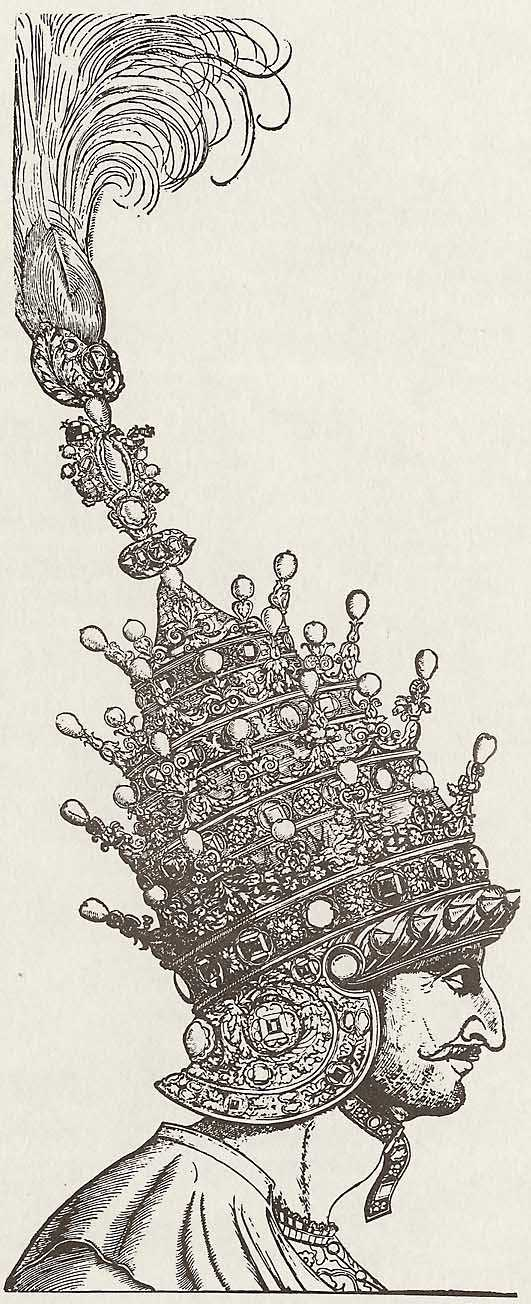
I. Szulejmán négyes koronája

### Bizáncban

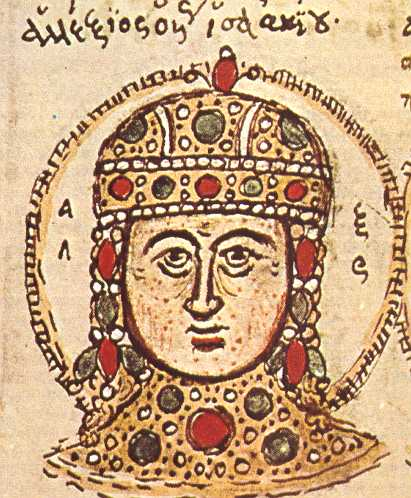
IV. (Angelosz) Mihály

Bizáncban, mint Keletrómai Birodalomban a rendszer továbbélt, bár Justinianus után az elgörögösödő birodalomban a császár a latin Augustus cím mellett görögül a régi baszileusz címet használta. Az alacsonyabb caesar cím is megmaradt görögül kaiszar (Καῖσαρ) alakban. A két cím közé az évszázadok során két újabb cím ékelődött, végül Bizáncban kialakult a négyfokozatú hierarchia: baszileusz, deszpotész, szebasztokratór, kaiszar. III. Béla, aki a bizánci udvarban nevelkedett, trónörökösként a deszpotész rangot viselte, azután amikor a császár fia megszületett, "lefokozták" kaiszarrá. A császár a latin imperator címet is használta görögül autokratór alakban.
II. Jusztinianosz adományozta Tervel bolgár kánnak 705-ben a kaiszar címet, amiért az segített neki visszaszerezni a bizánci trónt. Ebből a címből fejlődött ki a bolgároknál a cár alak, és adódott tovább a többi szláv nyelvbe.

### A középkori Nyugaton

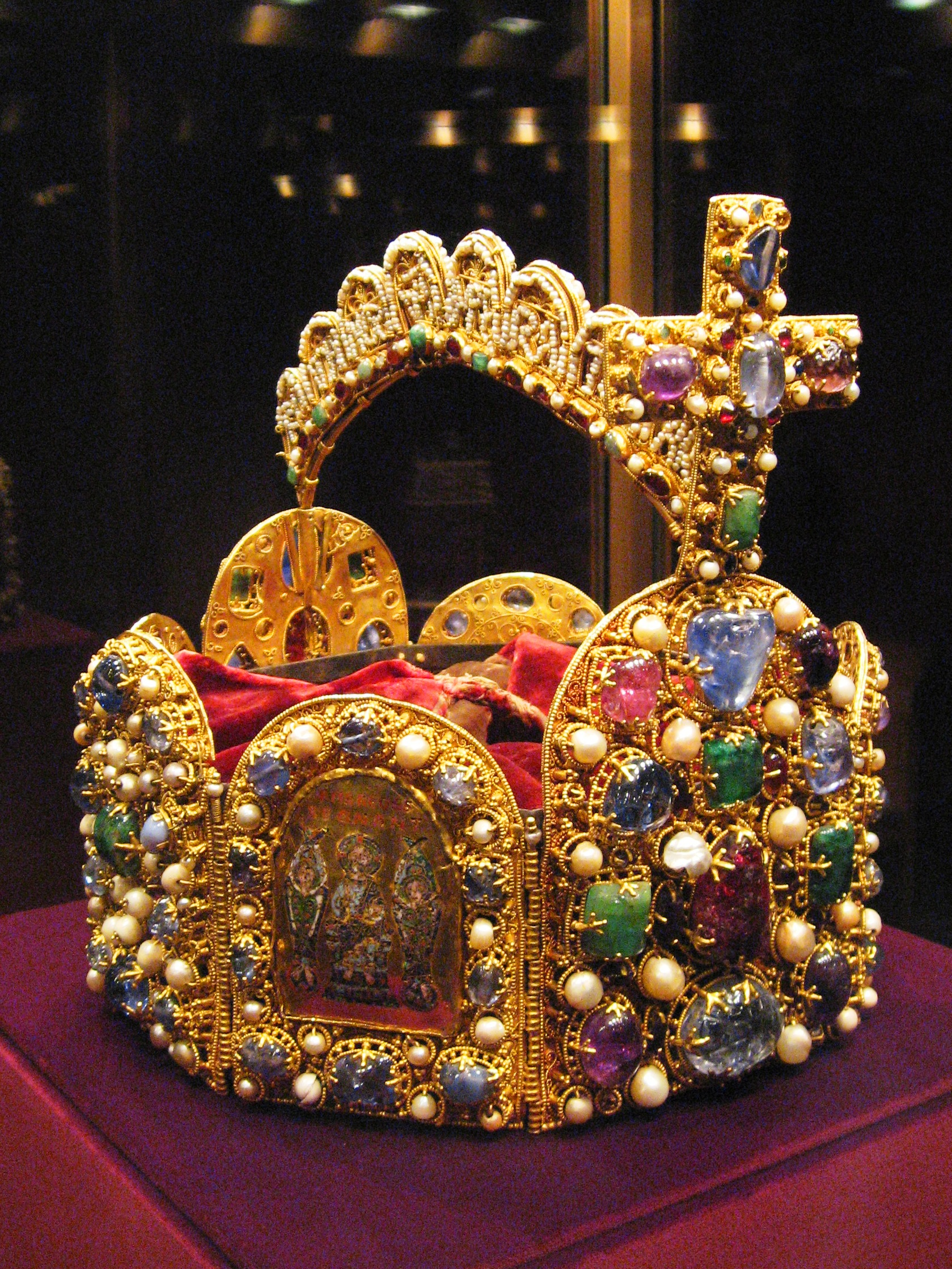
A német-római birodalmi korona

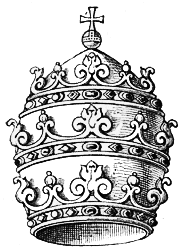
Pápai tiara

A nyugati részeken fokozatosan a pápa ragadta magához a császári jogosítványokat, először csak mintegy megőrzésre, amit azután a nyugati császárság felújításakor Nagy Károlyra és utódaira visszatestált. A köznyelvben a volt római területeken kívül császári címként a legalacsonyabb caesar, kaiszar, kaiser, car alak terjedt el, de Nagy Károly hivatalosan latinul az Imperator Romanorum címet vette fel, ami egyenrangúvá tette a bizánci baszileusz autokratór rangjával.
Az Ottók idején a császári hatalom elsőbbsége a pápai hatalommal szemben vitathatatlan volt, bár a császárság feltételei között szerepelt a Rómában megtörtént pápa általi koronázás. További feltételként a Német-római Birodalom idején császárrá csak azt lehetett koronázni, akit előbb német királlyá választottak, majd Milánóban a lombard vaskoronával Itália királyává (később római királlyá) is koronáztak. Ez biztosította a nyugati császári cím kizárólagosságát. Sok német király csak élete vége felé tudott így császárrá is válni, hiszen ahhoz hadsereggel át kellett kelni az Alpokon és eljutni Rómáig, miközben otthon is meg kellett tartania az ellenőrzést országai felett.
A császári hatalom az invesztitúraharcok során fokozatosan hanyatlott, először VII. Gergely pápa nyilvánította ki, hogy a császári jelvények és hatalom teljessége kizárólag a pápát illetik. A császári cím a vesztfáliai béke után vált teljesen névlegessé 1648-ban, és 1806-ban Napóleon nyomására a német-római császári cím meg is szűnt.

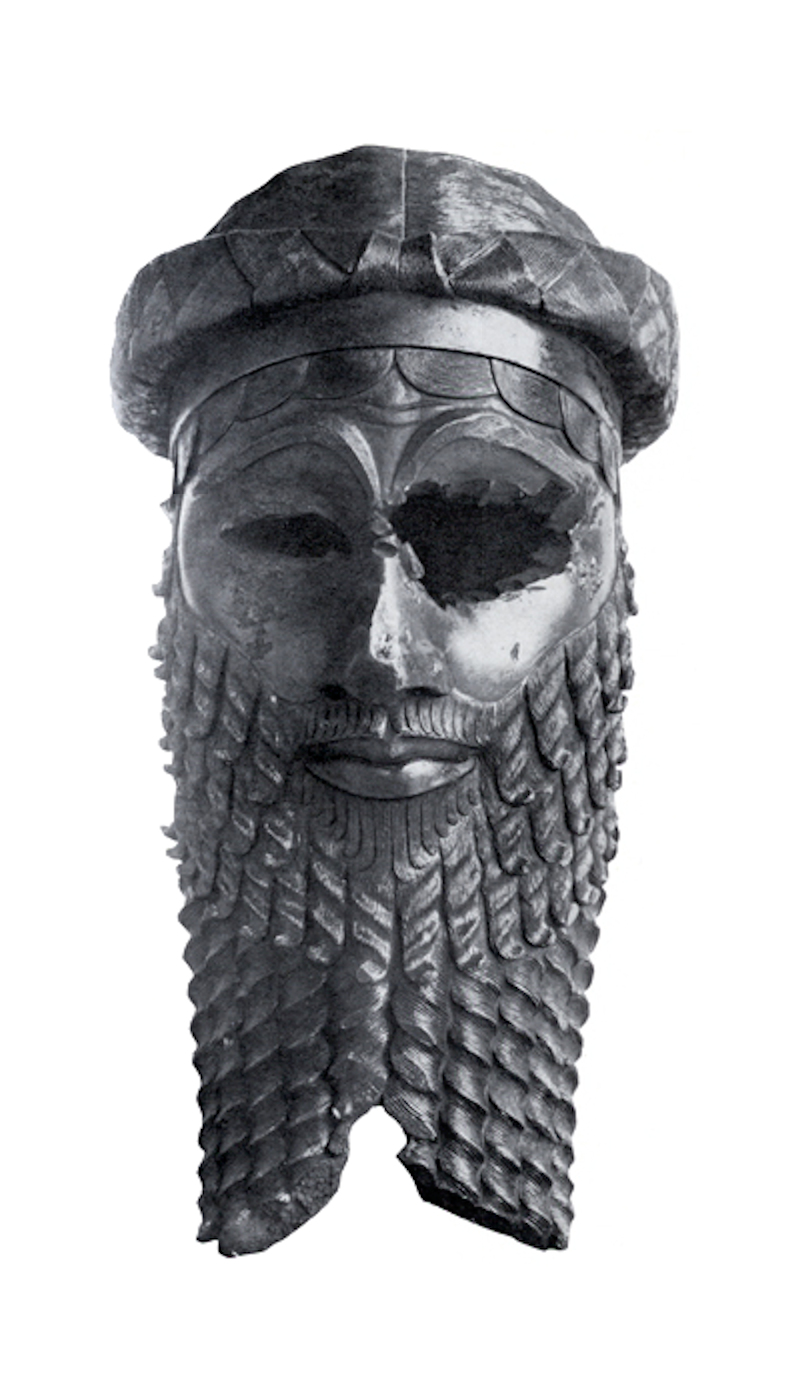
Sarrukín vagy Narám-Szín

### A Közel-Keleten
Konstantinápoly 1453-as eleste után megszűnt a keleti keresztény császári cím, a török szultán, II. Mohamed azonban felvette a hasonló értelmű padisah címet, magának vindikálva ezzel az Európa feletti uralmat. Később a mohácsi győztes I. Szulejmán ennél is tovább ment. A pápai tiara (hármas korona) mintájára négyes koronát csináltatott magának, amivel a pápa feletti elsőbbségi igényét nyilvánította ki.
A császári címmel azonos értelműnek szokás még tekinteni az ókori Mezopotámiában a négy világtáj királya címet, amit Narám-Szín akkád uralkodó vett fel, és eszerint ő lett volna a világ első császára.
A perzsa királyok királya (sahinsah) cím is ide tartozik, amit Reza Pahlavi is viselt. Ezt a perzsa címet vette fel Nagy Akbar, a Mogul Birodalom uralkodója.
Az etióp Hailé Szelasszié negus negesti címe is császári cím, ennek nyomán viselte az olasz király is az Etiópia császára címet 1936 és 1943 között.

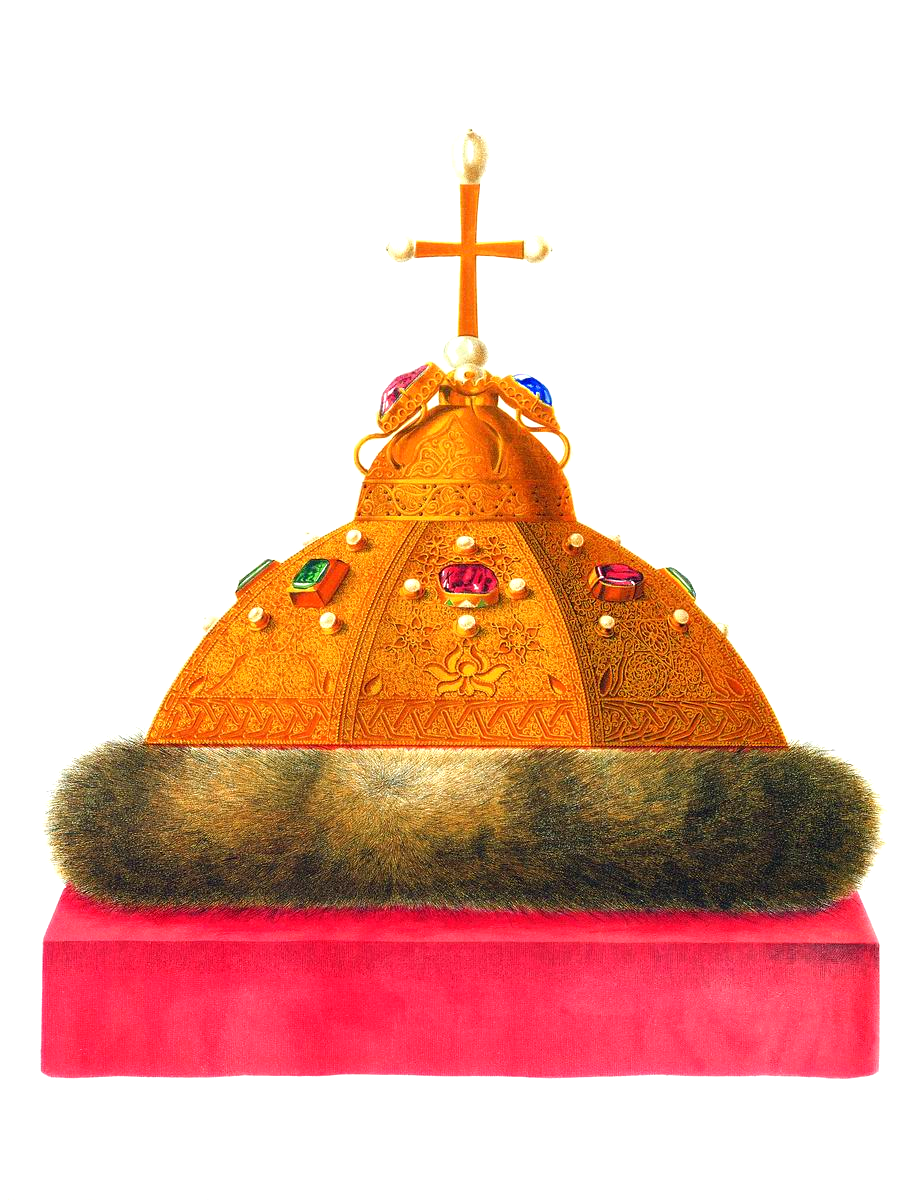
A nagyfejedelem és az első cárok Monomah-sapkája

### Az újkori Európában

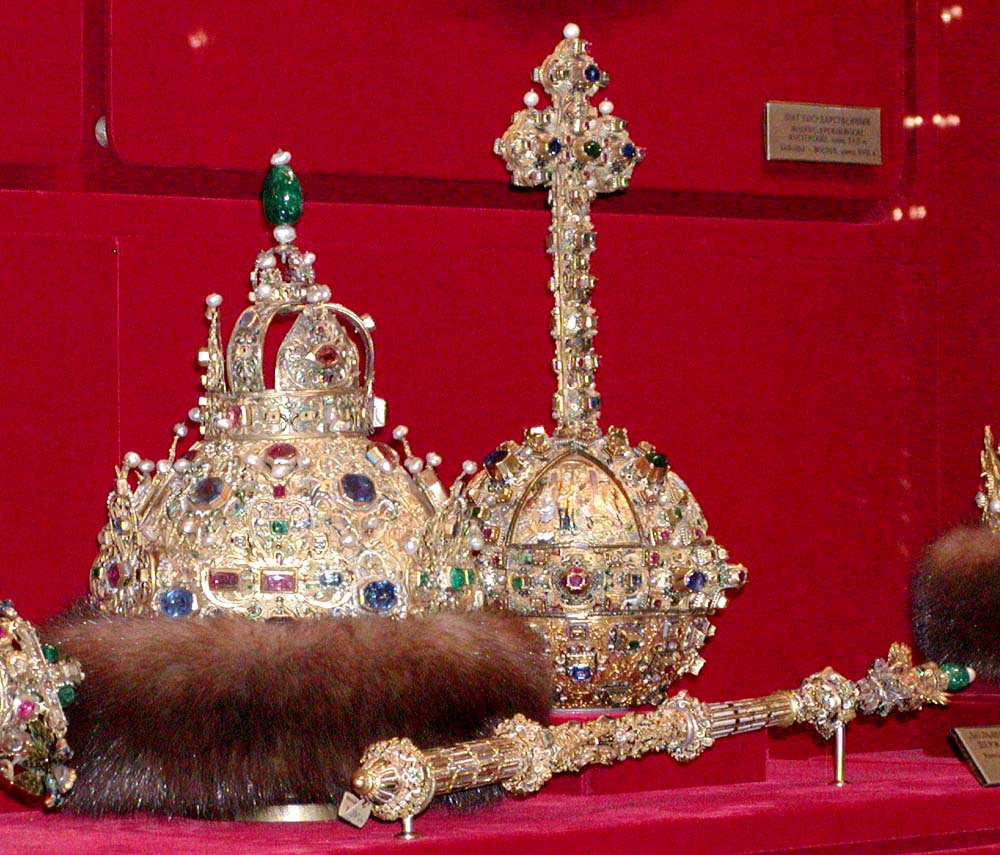
A cári korona és jelvények

A kijevi Rusz élén a nagyfejedelem (velikij knyaz) állt, amit nem szokás a császári címmel egyenrangúnak tekinteni. III. Iván vette fel a cári címet Konstantinápoly bukása és az után, hogy megszabadult az Arany Horda uralmától. Később Nagy Péter orosz cár nyilvánította magát újra császárrá, ezúttal imperátorrá, Moszkvát pedig harmadik Rómává, Konstantinápoly szellemi örökösévé.
Napóleont konkrét politikai céljai késztették a császári cím felvételére 1804-ben. Az egyik a Bourbonok legitim királyi címe, ami állandó fenyegetést jelentett hatalmára. A császári cím ugyanakkor utalt Julius Caesarra, a nagy hadvezérre és Nagy Károlyra, Európa urára.  A kellő legitimitás érdekében a pápával felkenette magát, de – kihangsúlyozva, hogy a pápa nem áll fölötte – maga tette a saját fejére a koronát, kivéve azt a pápa kezéből. Az Európára való kizárólagos igényét hangsúlyozta azzal is, hogy az austerlitzi csata után lemondatta a német-római császári címéről II. Ferencet. Ferenc főherceg már 1804-ben az Ausztria örökletes császári címét vette fel, amit Napóleon bukása után a bécsi kongresszus is elismert. Napóleon bukása után III. Napóleon újította fel a francia császárságot (1852-1870).

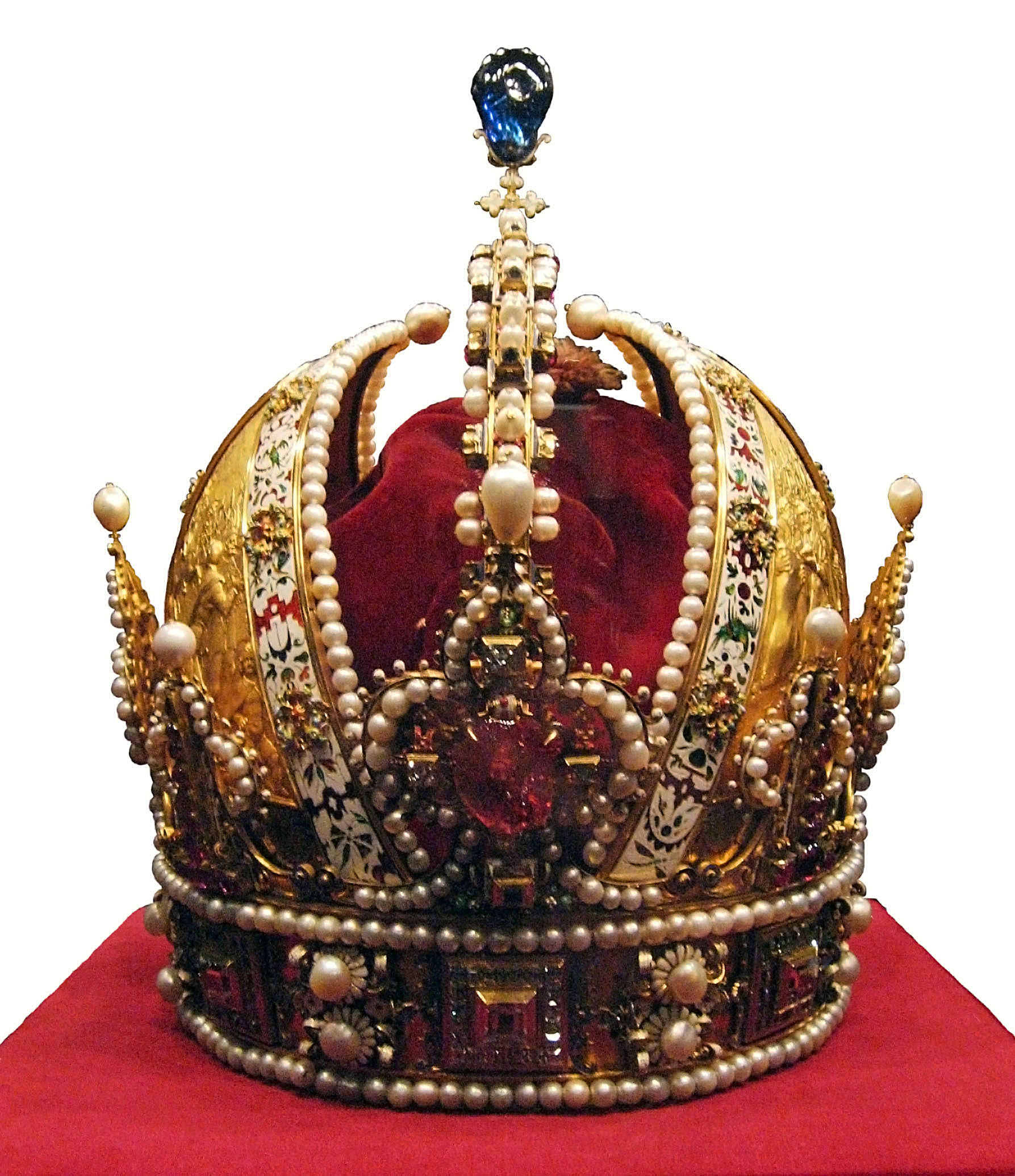
Az Osztrák Császárság jelképe, Rudolf főherceg koronája (az osztrák uralkodókat sohasem koronázták)

Németország az osztrákok legyőzése (königgrätzi csata) és III. Napóleon megbuktatása után Poroszország vezetése alatt egyesült Ausztria kihagyásával (ún. kisnémet egység), és Versailles-ban 1871. január 18-án kikiáltották a Német Császárságot, a császári címet a porosz királynak, I. Vilmosnak adva. Ezután lett a hagyományosan franciaellenes és németbarát brit politika németellenes és francia szövetséges.
Viktória brit királynő 1876-ban lett regina et imperatrix (királynő és császárnő), miután – távollétében – Delhiben január elsején formálisan bevezetik a császárságot. Ettől a naptól aláírása „Victoria RI”. Unokája, V. György 1911. december 12-én Delhiben veszi fejére az indiai császári koronát. VI. György 1949-ben, India függetlenné válásakor elvesztette az „India császára” címet.

## Ázsiában
A kínai uralkodó címét is császárnak fordítják az európai nyelvekre Csin Si Huang-ti (Qin Shi Huangdi) óta, aki az ország korai királyságait egyesítette i. e. 221-ben. A részben kínai mintára kialakult japán uralkodói címet (tennó) is hasonlóképpen császárnak fordítjuk. Ma ez utóbbi az egyetlen élő császári cím.
Mandzsukuo az 1930-as, 1940-es években fennálló, japán vezetés alatt álló bábállam volt Északkelet-Kína, Mandzsúria és Belső-Mongólia területén. 1932–1934 között köztársaság, majd 1934–1945 között császárság. Köztársasági elnöke, majd 1934-től császára Kína utolsó császára, Pu Ji volt.

## Amerikában

### Észak-Amerika
Joshua Abraham Norton (1819(?)-1880), egy Londonban született, később Dél-Afrikában is élt, majd 1849-ben San Franciscóba költözött kevéssé sikeres üzletember 1859-ben az „Egyesült Államok császárának” kiáltotta ki magát I. Norton néven (később felvette a „Mexikó védelmezője” címet is). I. Norton rendeleteket adott ki, bár egyáltalán nem volt tényleges hatalma és befolyása: San Francisco utcáit járta. Az excentrikus embert nem bántotta senki: egyfajta jóindulatú bolondnak tekintették.

### Közép-Amerika
A császári címmel azonos értelműnek szokás még tekinteni értelem szerint a spanyol hódítás előtti Mexikó azték uralkodóinak címét (közülük az utolsó: II. Moctezuma).
Mexikóban a franciák „mexikói kalandjának” eredményeképpen Ferenc József jóindulatú, ám balszerencsés öccse uralkodott, mint I. Miksa mexikói császár 1864 és 1867 között. Ezután megfosztották trónjától, majd kivégezték, ezzel véget vetve a császárságnak Mexikóban.
Haitiben két alkalommal is kikiáltották a császárságot. Közülük I. Jakab császársága az ismertebb.

### Dél-Amerika
Az azték uralkodókhoz hasonlóan a császári címmel azonos értelműnek szokás még tekinteni értelem szerint a spanyol hódítás előtti Peru inka uralkodóinak címét (közülük az utolsó: Atahualpa).
A Brazíliában uralkodott 1822-1889 között regnáló Bragança-ház tagjai szintén a császári címet használták.

## Fekete-Afrikában

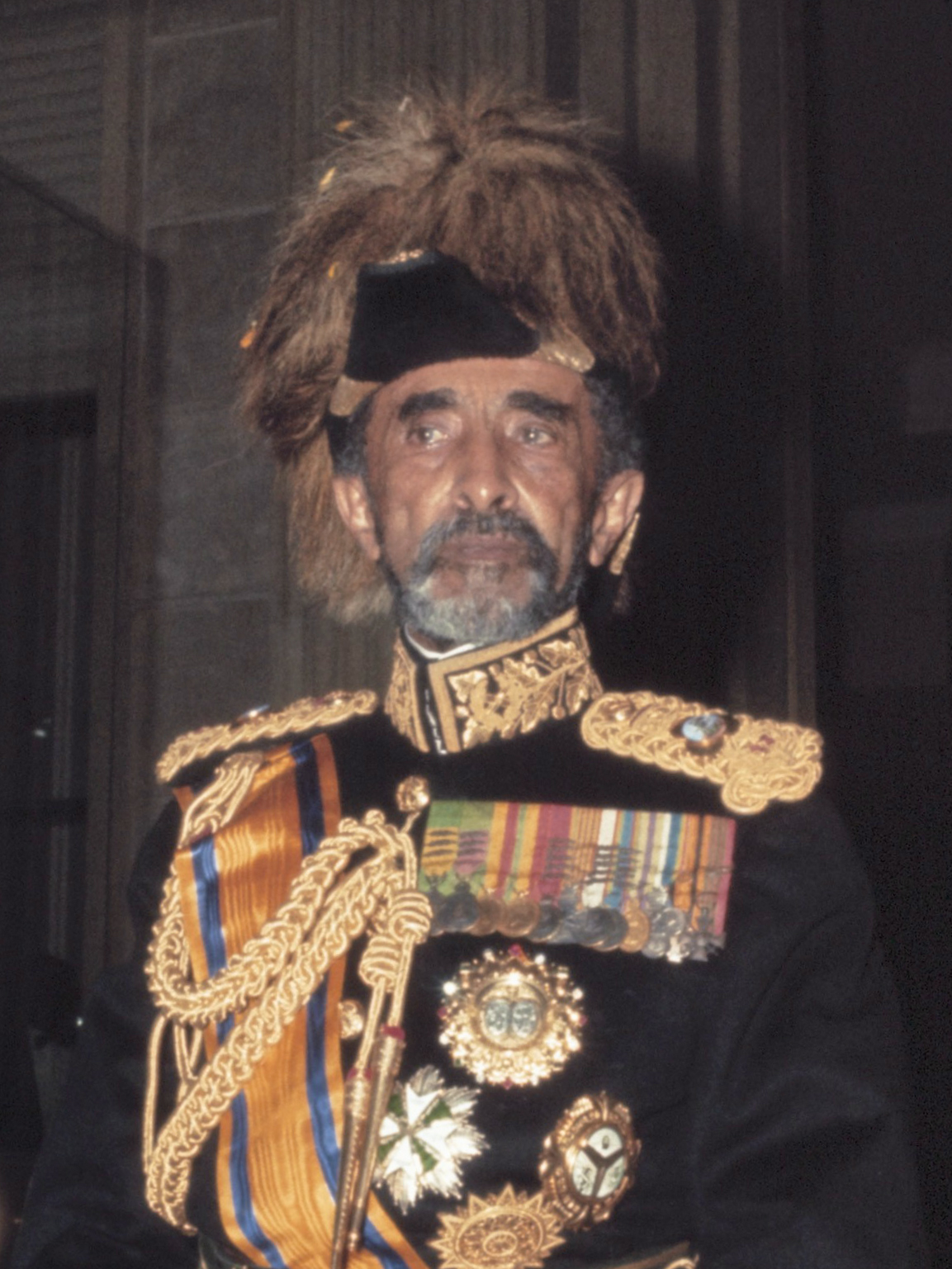
Hailé Szelasszié etióp császár (1969)

- Etióp császár. Az Etióp birodalom uralkodóinak címét (nəgusä nägäst - a „négusok négusa”, vagy „királyok királya”), igaz, pontatlanul, de császárként fordítják idegen nyelvekre. Az etióp hagyományok szerint az első császár I. Menelik, Salamon zsidó király fia volt. Az utolsó etióp császár Hailé Szelasszié (1892-1975) volt.
- Közép-Afrikai császár.  Jean-Bédel Bokassa (1921-1996), aki a francia hadsereg egykori századosa, majd a Közép-afrikai Köztársaság hadseregének ezredese volt, előbb puccsal az ország elnöke (1966-ban), majd „örökös elnöke” (1972-ben) lett, végül 1976-ban – I. Napóleon francia császár mintájára – császárrá koronáztatta magát I. Bokassa néven (az ország nevét pedig „Közép-afrikai Császárságra” változtatta). Pazar koronázási ceremóniája nevetség és megvetés tárgyát képezte világszerte, ugyanakkor a mai napig a modernkori Afrika leglátványosabb eseményének számít. Bokassa uralkodása 1979-ig tartott, amikor is francia segítséggel megdöntötték a hatalmát.